# Morgen
Un morgen era una unidad de medida de área de tierra en Alemania, los Países Bajos, Polonia y las colonias holandesas, incluyendo Sudáfrica y Taiwán. La medida de un morgen varía de 1⁄2 a 2 1⁄2 acres, el cual equivale a aproximadamente de 0.2 a 1 hectárea. También fue utilizado en la antigua Prusia, en los Balcanes, Noruega y Dinamarca, donde es igual a aproximadamente dos-tercios de un acre (0.27 ha).
Se cree que la palabra morgen proviene de la palabra alemana y holandesa para designar "mañana". De modo parecido al acre anglosajón, era aproximadamente la cantidad de tierra cultivable durante las horas de la mañana de un día que un buey o caballo, a cargo del agricultor, labraban con un arado de dental único. El término morgen era usado generalmente para referirse al 60%–70% del tagwerk (literalmente "trabajo de día") refiriéndose a un día completo de labrado. En 1869, la Confederación Alemana del Norte estableció el morgen en un cuarto de hectárea (2500 metros cuadrados) pero actualmente la mayoría de tierras agrícolas se miden en hectáreas plenas. La siguiente unidad de medida más pequeña era el "rute" alemán o vara anglosajona. Pero la longitud de la vara métrica era de 5 metros y nunca se popularizó. El morgen aún se utiliza en Taiwán a día de hoy, llamado "kah"; un kah son aproximadamente dos acres o 9,000 metros cuadrados.

## Alemania
La siguiente tabla muestra un extracto de las medidas del morgen utilizadas en Alemania - cuando el morgen se utilizó en un área más amplia se le llamó por otro nombre distinto. Es significativo mencionar que el área real de un morgen era considerablemente más grande en las áreas fértiles de Alemania, o en regiones donde el terreno plano prevalece, probablemente porque facilita el cultivo. La unidad de medida más pequeña próxima a un morgen era normalmente en "Quadratruten" varillas cuadradas.
| Región (Período)                          | Nombre                 | Medida en m² | Definición original (QR = Quadratruten) |
| ----------------------------------------- | ---------------------- | ------------ | --------------------------------------- |
| - Métrico -                               | Viertelhektar = vha    | 2,500        | (100 QR)                                |
| Hamburgo                                  |                        | 1,906        | 160 QR                                  |
| Franconia                                 |                        | 2,000        |                                         |
| Fráncfort del Meno                        | Feldmorgen             | 2,025        | 160 QFeldR                              |
| Oldenburg                                 |                        | 2,256        |                                         |
| Kassel                                    | Acker                  | 2,386        | 150 QR                                  |
| Prusia (1816–1869)                        | Magdeburger Morgen     | 2,553.22     | 180 QR                                  |
| Principado de Waldeck                     | Magdeburger Morgen     | 2,553.22     | 180 QR                                  |
| Bremen                                    |                        | 2,572        | 120 QR                                  |
| Distrito de Schaumburg                    |                        | 2,585        | 120 QR                                  |
| Hannover (Antes de 1836)                  |                        | 2,608        | 120 QR                                  |
| Hannover (Después de 1836)                |                        | 2,621        | 120 QR                                  |
| Colonia Rhineland                         | Rheinländischer Morgen | 3,176        | 150 QR                                  |
| Ducado de Berg                            | Bergischer Morgen      | 2,132        | 120 QR                                  |
| Wurtemberg (1806–1871)                    |                        | 3,152        | 384 QR                                  |
| Fráncfort del Meno                        | Waldmorgen             | 3,256        | 160 QWaldR                              |
| Brunswick                                 | Waldmorgen             | 3,335        | 160 QR                                  |
| Baviera                                   | Tagwerk                | 3,407        | 400 QR                                  |
| Baden                                     |                        | 3,600        | 400 QR                                  |
| Oldemburgo                                | Jück                   | 4,538        | 160 QR                                  |
| Danzig                                    |                        | ca. 5,000    | 300 QR                                  |
| Holstein                                  | Tonelada (Tønde)       | 5,046        | 240 QGeestR                             |
| Schleswig-Holstein                        | Steuertonne            | 5,466        | 260 QGeestR                             |
|                                           | Kulmischer Morgen      | 5,601.17     | 300 QR                                  |
| Frisia oriental                           | Diemat (h)             | 5,674        |                                         |
| Mecklemburgo                              |                        | 6,500        | 300 QR                                  |
| Altes Land (Distrito de Harburgo & Stade) |                        | 8,185        |                                         |
| Hamburgo                                  |                        | 9,658        | 600 QGR                                 |
| Kehdingen                                 | Marschmorgen           | 10,477       |                                         |
| Altes Land                                |                        | 10,484       | 480 QR                                  |
| Land Hadeln                               |                        | 11,780       | 540 QR                                  |

## Polonia
Los términos polacos para la unidad eran morga, mórg, y jutrzyna, siendo el último una traducción literal del polaco antiguo.
| Unidad                               | Miara(Unidad) | Sążeń², (braza vienesa²) | Łokieć² (ell vienesa²) | m²      |
| ------------------------------------ | ------------- | ------------------------ | ---------------------- | ------- |
| 1 morg (morgen) (= 0.5755 ha)        | 3             | 1600                     | 6439.02                | 5754.64 |
| 1 miara (Unidad) (= 19.18 ha)        |               | 533.33                   | 2929.07                | 1918    |
| 1 sążeń² wiedeńesquí (braza vienesa) |               |                          | 4.0237                 | 3.6     |
| 1 łokieć² wiedeńesquí (ell vienesa²) |               |                          |                        | 0.9     |

## Sudáfrica
Hasta la llegada del sistema métrico decimal en 1970, el morgen era la unidad legal de medida de tierra en tres de las cuatro provincias sudafricanas antes de 1995 – la Provincia de Cabo, el Estado Libre de Orange y la provincia del Transvaal. En noviembre de 2007 la Sociedad de la Ley sudafricana publicó un factor de conversión de 1 morgen = 0.856 532 hectáreas para ser utilizados "para la conversión de áreas de unidades imperiales a métricas, especialmente cuando se preparan diagramas consolidados por recopilación".